# Acrocercops tricalyx
Acrocercops tricalyx är en fjärilsart som beskrevs av Edward Meyrick 1921. Acrocercops tricalyx ingår i släktet Acrocercops och familjen styltmalar. Inga underarter finns listade i Catalogue of Life.